# Lorne Balfe
Lorne Balfe, född 23 februari 1976 i Inverness, är en brittisk kompositör. Han är mest känd för att komponerat musik till TV-spel som Assassin's Creed III, Beyond: Two Souls, och spel från Skylanders-serien. Han har även vid ett flertal tillfällen samarbetat med Hans Zimmer.

## Filmografi (i urval)
- 2010 – Megamind
- 2011 – The Dilemma
- 2011 – Ironclad
- 2013 – The Frozen Ground
- 2014 – Pingvinerna från Madagaskar
- 2015 – Home
- 2015 – Terminator: Genisys
- 2016 – 13 Hours: The Secret Soldiers of Benghazi
- 2017 – The Lego Batman Movie
- 2017 – Ghost in the Shell
- 2017 – The Florida Project
- 2017 – Geostorm
- 2018 – 12 Strong
- 2018 – Pacific Rim Uprising
- 2018 – Mission: Impossible – Fallout
- 2019 – Gemini Man
- 2019 – 6 Underground
- 2020 – Bad Boys for Life
- 2021 – Outside the Wire
- 2021 – The Tomorrow War
- 2021 – Black Widow
- 2022 – Ambulance
- 2022 – Top Gun: Maverick
- 2022 – Black Adam
- 2022 – Ticket to Paradise
- 2023 – Dungeons & Dragons: Honor Among Thieves
- 2023 – Tetris
- 2023 – Mission: Impossible – Dead Reckoning Part One
- 2024 – Snuten i Hollywood: Axel F
- 2025 – Mission: Impossible – The Final Reckoning